# 藤枝市立大洲小学校
藤枝市立大洲小学校（ふじえだしりつ おおすしょうがっこう）は、静岡県藤枝市大洲に所在する公立小学校。平成20年度より文部科学省道徳教育研究指定校に指定されている。
発達通級指導教室が設置されている。

## 学区
- 大洲2・3・4・5丁目
- 善左衛門1・2・3丁目
- 善左衛門
- 弥左衛門
- 五平
- 源助
- 大西町1・2・3丁目
- 前島
- 忠兵衛
- 青南町3丁目の一部
- 大洲1丁目の一部
- 泉町の一部
- 大東町の一部

## 中学校区
- 藤枝市立大洲中学校

## 学校教育目標
『自ら高め、共に生きる子』

### 重点目標 合い言葉
ちからいっぱい やさしさいっぱい